# Kleine diepslak
De kleine diepslak (Bithynia leachii) is een slakkensoort uit de familie van de Bithyniidae. De wetenschappelijke naam van de soort is voor het eerst geldig gepubliceerd in 1823 door Sheppard.